# Ginés Andrés de Aguirre
Ginés Andrés de Aguirre – hiszpański malarz neoklasyczny.
Studiował w Królewskiej Akademii Sztuk Pięknych św. Ferdynanda w Madrycie. Współpracował z Królewską Manufakturą Tapiserii Santa Bárbara malując kartony do tapiserii - wzory do produkcji gobelinów. Pracował także nad restauracją portretów z królewskich zbiorów pod kierunkiem Mariana Salvadora Maelli. W 1786 roku został dyrektorem Akademii Sztuk Pięknych w Meksyku.